# Charterhall Circuit
Der Charterhall Circuit gilt als erste in Schottland regelmäßig genutzte Motorsport-Rennstrecke. Sie wurde auf dem stillgelegten Royal-Air-Force-Flugfeld Charterhall in Berwickshire angelegt und von 1952 bis 1964 für Rundstreckenrennen genutzt.

## Geschichte
Die Motorsport-Veranstaltungen begannen mit dem ersten Formel-Libre-Rennen am 6. April 1952. 
In den zwölf Jahren der aktiven Nutzung fanden zahlreiche Rennen statt. Zu den bekannten Fahrern gehören Roy Salvadori, Giuseppe Farina und Jim Clark. Clark gewann sein erstes Autorennen in Charterhall und nahm während seiner Karriere an 31 Veranstaltungen auf der Strecke teil. Der Betrieb des Charterhall Circuit wurde 1964 eingestellt, als der Borders and District Motor Club seine Veranstaltungen auf den neuen Ingliston Racing Circuit verlegte.
Von 1986 bis 2013 wurde die Charterhall Stages Rally vom Border Ecosse Car Club auf dem Flugplatz organisiert und durchgeführt. Diese Veranstaltung fand zuletzt am 30. März 2013 statt.

## Streckenbeschreibung
Die 2 Meilen lange Strecke nutzte die von Westsüdwest nach Ostnordost verlaufende stillgelegte Start- und Landebahn sowie den südlichen Teil der Perimeterstraße. Für andauernde Kritik sorgte der holprige Belag der Strecke.

## Veranstaltungen
- Formel 2
- Formel Libre